# Teoria de la gravetat de l'arc de Sant Martí

La teoria de gravetat de l'arc de Sant Martí suggereix que la gravetat afecta longituds d'ona diferents de la mateixa manera que un prisma afecta la llum.

La teoria de la gravetat de l'arc de Sant Martí (o "l'arc de Sant Martí de la gravetat") és una teoria que les diferents longituds d'ona de la llum experimenten diferents nivells de gravetat i estan separades de la mateixa manera que un prisma divideix la llum blanca en l'arc de Sant Martí. Aquest fenomen seria imperceptible en zones de gravetat relativament baixa, com la Terra, però seria significatiu en zones de gravetat extremadament alta, com un forat negre. Com a tal, la teoria afirma desmentir que l'univers té un principi o Big Bang, ja que la teoria del big bang demana que totes les longituds d'ona de la llum siguin impactades per la gravetat en la mateixa mesura. La teoria va ser proposada per primera vegada l'any 2003 pels físics Lee Smolin i João Magueijo, i afirma que ha de superar la bretxa entre la relativitat general i la mecànica quàntica. Actualment, els científics estan intentant detectar la gravetat de l'arc de Sant Martí mitjançant el Gran Col·lisionador d'Hadrons.

## Context
L'origen de la teoria de la gravetat de l'arc de Sant Martí és en gran part el producte de la disparitat entre la relativitat general i la mecànica quàntica. Més concretament, la "localitat", o el concepte de causa i efecte que impulsa els principis de la relativitat general, és matemàticament irreconciliable amb la mecànica quàntica. Aquest problema es deu a funcions incompatibles entre els dos camps; en particular, els camps apliquen enfocaments matemàtics radicalment diferents per descriure el concepte de curvatura en l'espai-temps de quatre dimensions. Històricament, aquesta divisió matemàtica comença amb la disparitat entre les teories de la relativitat d'Einstein, que veien la física a través de la lent de la causalitat, i la física clàssica, que interpretava que l'estructura de l'espai-temps era aleatòria i inherent.